# BMW K1200 LT
La BMW K1200LT è stata sino al 2010 la versione di punta delle moto bavaresi dedicate ai grandi viaggi, come si evince anche dalla sigla  Luxury Touring.

## Descrizione
Uscita nel 1999 in sostituzione del modello BMW K1100 LT, ne ha ereditato l'architettura del motore in linea a 4 cilindri, con un aumento della cilindrata e della coppia disponibile. Nel 2004 la moto ha subito una rivisitazione. La versione più recente ha beneficiato anche di un aumento dei cavalli disponibili.
Sotto il punto di vista estetico le modifiche sono state radicali rispetto al modello precedente, la K1100 LT, con un aumento della larghezza di oltre 10 cm e un aumento generale nelle dimensioni frontali che, a fronte di una maggiore protettività, possono provocare problemi in presenza di vento perpendicolare alla direzione di marcia.
La vista laterale mette in mostra una nuova carenatura molto avvolgente e raccordata con le borse laterali e il bauletto posteriore. In questo modo si è ottenuto sicuramente un risultato estetico gradevole, sacrificando però la comodità di carico visto che le borse del nuovo modello non sono più rimovibili e pertanto più difficilmente sfruttabili. Questo è stato rimediato con la creazione di borse morbide da inserire nelle valigie rigide, disponibili come optional a pagamento.

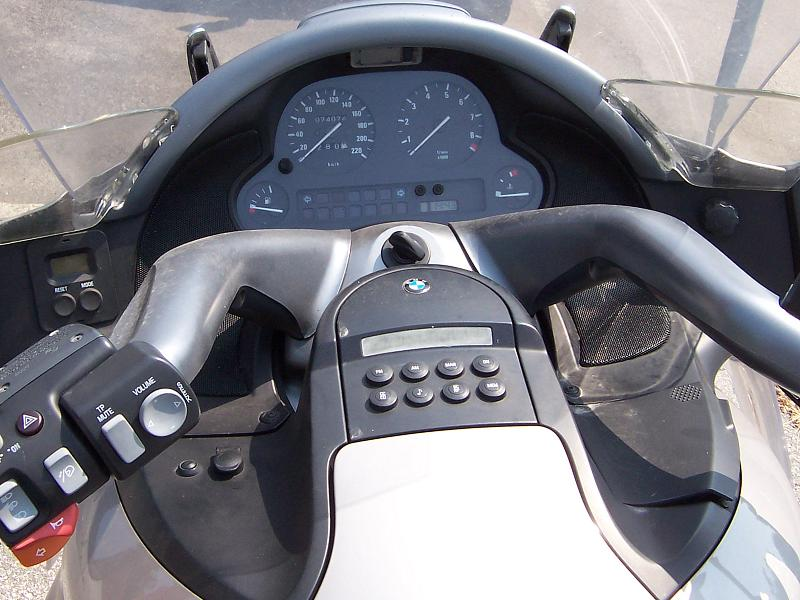
La "plancia" di comando

Anche la sella ha subito una rivisitazione, con un abbassamento della posizione di guida, molto apprezzabile per poter meglio sostenere una motocicletta con un peso in ordine di marcia di poco inferiore ai 400 kg. Per agevolare le manovre è stata accessoriata di retromarcia e, dal modello in produzione dal 2004, anche di cavalletto centrale elettrico. La versione del 2004 ha inoltre un differente angolo di inclinazione della forcella anteriore e una sella più stretta, che ne agevola la manovrabilità da ferma.
Rispetto al modello che l'ha preceduta ha mantenuto tutta la notevole accessoristica già presente, in parte di serie ed in parte fornibile come optional a pagamento, sia di sicurezza con l'impianto frenante fornito di ABS, sia di comodità di viaggio con sella e manopole riscaldate, parabrezza regolabile in altezza e computer di bordo.
La versione precedente aveva come optional una radio con riproduttore di audiocassette, la K1200LT nasce con questo dispositivo di serie, con i comandi integrati nella plancia e sul manubrio. Era anche disponibile un caricatore di CD da alloggiare in una delle borse laterali, e un navigatore GPS, di derivazione automobilistica, abbastanza ingombrante, da alloggiare nell'altra borsa laterale. Nella versione del 2004 viene sostituito il lettore di audiocassette con un lettore di CD, e viene reso disponibile un navigatore satellitare pensato per l'uso motociclistico, di dimensioni molto più ridotte.
Da sempre è disponibile come optional a pagamento un sofisticato impianto interfonico, interfacciabile con telefono cellulare e con una radiotrasmittente portatile. Nell'ultima versione si interfaccia inoltre con il sistema di navigazione satellitare.
Anche questa moto è nata per lunghi viaggi soprattutto autostradali e per le sue caratteristiche, anche di prezzo non a portata di tutte le tasche, si confronta sul mercato soprattutto con la Honda Goldwing e alcuni modelli di Harley Davidson.
Nel 2010 è uscita dai cataloghi della casa, dopo la presentazione della sua erede, la BMW K1600 GTL.